# 克拉斯諾耶區 (利佩茨克州)

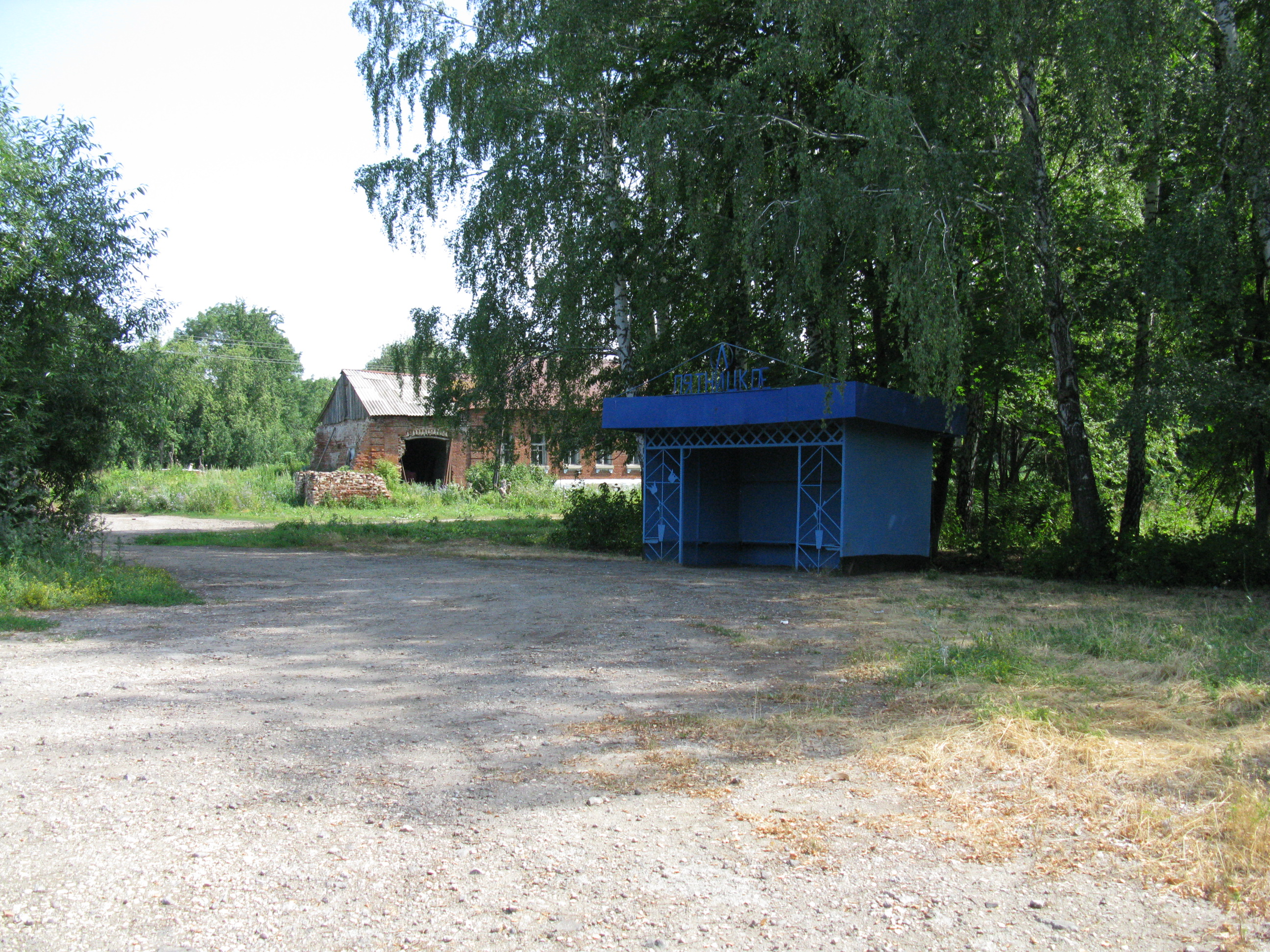

52°51′N 38°47′E / 52.850°N 38.783°E
克拉斯諾耶區（俄语：Краснинский район），是俄羅斯的一個區，位於該國西部，由利佩茨克州負責管轄，面積980平方公里，2010年人口13,498，人口密度每平方公里13.77人。